# 3305 Ceadams
3305 Ceadams este un asteroid din centura principală, descoperit pe 21 mai 1985 de Alan Gilmore și Pamela Kilmartin.